# Golfe Thermaïque
Le golfe Thermaïque (en grec moderne : Θερμαϊκός κόλπος) ou golfe de Thessalonique (Θεσσαλονίκης κόλπος), est un golfe de la mer Égée situé entre la Chalcidique (à l’est) et la côte dominée par l’Olympe.
Sa largeur va de 5 km, près de Thessalonique, jusqu’à 50 km  dans sa partie la plus méridionale.
Il est remblayé par les deltas des rivières Aliákmon (Αλιάκμονας), Axiós (Αξιός), Loudías (Λουδίας) et Ghallikós (Γαλλικός).
Son nom est issu de l’ancienne ville Thermi (Θέρμη), ainsi dénommée à cause de ses eaux chaudes, et qui occupait peut-être l’emplacement de l’actuelle Thessalonique. Les Romains  l’appelaient Thermaicus, ou Thermaeus sinus, ou bien Macedonicus sinus (golfe macédonien).